# Písničky ze Semaforu (album)
Písničky ze Semaforu  je oficiálně vydaná audiokazeta z roku 1987, která stojí na hraně řadového a výběrového alba písní Jiřího Suchého a divadla Semafor.  Nabízela skladby, které neobsahovalo žádné jiné album vydané na LP desce, zároveň ale všechny písně již dříve vyšly na SP či EP deskách firmy Panton. Stylově se pohybuje mezi žánry jazzu, popu a rock and rollu s odbočkami ke country a swingu.

## Okolnosti vzniku
Když byl Jiří Suchý z politických důvodů upozaděn v nabídce desek vydavatelství Supraphon, nabídlo mu vydavatelství Panton vlastní ediční řadu nazvanou Písničky a povídání ze Semaforu. Uvedlo tak postupně na trh dvě LP desky, tři SP a dvě dvojité EP desky (každou s osmi písněmi), které mapovaly jak písně z aktuálních her divadla, tak se vracely k méně známým písním Jiřího Šlitra. Zatímco alba vyšla souběžně na vinylových deskách i audiokazetách, část singlových nahrávek nabídla pohromadě teprve tato kolekce. Většinu melodií složil Ferdinand Havlík, některé Jiří Suchý, jenž také všechny otextoval. Vedle obou skladatelů je dále zpívají členové divadla Jitka Molavcová, Jiří Datel Novotný, Ilona Záluská, Evžen Jegorov a Ludmila Podubecká. 
Nahrávky vznikaly postupně pro singlová vydání mezi květnem 1984 a říjnem 1985. Všechny písně zazněly i v Semaforu, konkrétně ve hrách Jonáš, dejme tomu v úterý, Dr. Johann Faust, Praha II, Karlovo nám. 40, Smutek bláznivých panen a Případ Eleanora. Kazeta vyšla v roce 1987 pod katalogovým číslem Panton 81 0710-4, obal vytvořil grafik Karel Vilgus s použitím kreseb Jiřího Suchého a Jiřího Šlitra. Reedice alba vyšla v rámci CD boxu "Semafor – léta 70. a 80." v roce 2012.

## Seznam skladeb
| Strana 1 | Strana 1                                                                             | Strana 1                     | Strana 1                         | Strana 1 |
| Pořadí   | Název                                                                                | Autor                        | Zpěv                             | Délka    |
| -------- | ------------------------------------------------------------------------------------ | ---------------------------- | -------------------------------- | -------- |
| 1.       | Ale my hrajeme dál (ze hry Dr. Johann Faust, Praha II, Karlovo nám. 40)              | Ferdinand Havlík, Jiří Suchý | Ludmila Podubecká                | 2:32     |
| 2.       | Koukejte, venku leje (ze hry Jonáš, dejme tomu v úterý)                              | americká lidová, Jiří Suchý  | Jiří Suchý a Jitka Molavcová     | 2:47     |
| 3.       | Čas kráčí kolem nás (ze hry Dr. Johann Faust, Praha II, Karlovo nám. 40)             | Ferdinand Havlík, Jiří Suchý | Ludmila Podubecká                | 2:26     |
| 4.       | Minulou neděli (ze hry Jonáš, dejme tomu v úterý)                                    | Ferdinand Havlík, Jiří Suchý | Jiří Suchý a Jitka Molavcová     | 2:38     |
| 5.       | Nejsmutnější varieté (ze hry Jonáš, dejme tomu v úterý)                              | Ferdinand Havlík, Jiří Suchý | Jiří Suchý                       | 5:04     |
| 6.       | Ach, ty stránky (ze hry Případ Eleonora)                                             | Jiří Suchý                   | Jiří Datel Novotný               | 3:48     |
| 7.       | Dneska jsme dál (ze hry Jonáš, dejme tomu v úterý)                                   | Ferdinand Havlík, Jiří Suchý | Jiří Suchý                       | 4:03     |
| 8.       | To je láska (ze hry Jonáš, dejme tomu v úterý)                                       | Ferdinand Havlík, Jiří Suchý | Jiří Suchý a Jitka Molavcová     | 3:29     |
| 9.       | Chodíme světem s dobrou náladou (ze hry Dr. Johann Faust, Praha II, Karlovo nám. 40) | Ferdinand Havlík, Jiří Suchý | Evžen Jegorov a Ferdinand Havlík | 3:34     |

| Strana 2 | Strana 2                                                                  | Strana 2                     | Strana 2                     | Strana 2 |
| Pořadí   | Název                                                                     | Autor                        | Zpěv                         | Délka    |
| -------- | ------------------------------------------------------------------------- | ---------------------------- | ---------------------------- | -------- |
| 10.      | Píseň pro dva (ze hry Dr. Johann Faust, Praha II, Karlovo nám. 40)        | Ferdinand Havlík, Jiří Suchý | Jiří Suchý a Jitka Molavcová | 2:39     |
| 11.      | Tady se zastavil čas (ze hry Dr. Johann Faust, Praha II, Karlovo nám. 40) | Ferdinand Havlík, Jiří Suchý | Jiří Suchý a Jitka Molavcová | 2:57     |
| 12.      | Bar (ze hry Smutek bláznivých panen)                                      | Ferdinand Havlík, Jiří Suchý | Ilona Záluská                | 2:28     |
| 13.      | Trvalo to rok (ze hry Jonáš, dejme tomu v úterý)                          | Jiří Suchý                   | Jiří Suchý a Jitka Molavcová | 3:20     |
| 14.      | Exploze (ze hry Dr. Johann Faust, Praha II, Karlovo nám. 40)              | Ferdinand Havlík, Jiří Suchý | Ilona Záluská                | 2:37     |
| 15.      | Dítě velkoměsta (ze hry Jonáš, dejme tomu v úterý)                        | Vladimír Vích, Jiří Suchý    | Jiří Suchý                   | 2:39     |
| 16.      | Noční song (ze hry Smutek bláznivých panen)                               | Ferdinand Havlík, Jiří Suchý | Jiří Suchý                   | 3:15     |
| 17.      | Znám tolik písní (ze hry Jonáš, dejme tomu v úterý)                       | Jiří Suchý                   | Jiří Suchý                   | 4:44     |
| 18.      | Co je to pré (ze hry Případ Eleonora)                                     | Jiří Suchý                   | Jiří Suchý, Jitka Molavcová  | 2:49     |

## Hudební doprovod
- Ferdinand Havlík s orchestrem (1, 3-18)
- Jiří Suchý a Jitka Molavcová – banjo (2)
- Sbor divadla Semafor (18)